# Tôi là một áng mây
Tôi là một áng mây là một tiểu thuyết lãng mạn của nhà văn Quỳnh Dao.

## Giới thiệu
- Tên truyện: Tôi là một áng mây
- Tác giả: Quỳnh Dao
- Thể loại: Tiểu thuyết
- Nhà xuất bản: Nhà xuất bản Văn Học
- Năm xuất bản: 2001

## Tác giả
Tên thật là Quỳnh Dao sinh năm 1938 tại Tứ Xuyên, Trung Quốc và là một tác giả Đài Loan chuyên sáng tác tiểu thuyết tình cảm lãng mạn. Tiểu thuyết của bà thường đi sâu vào tâm trạng của từng nhân vật, thể hiện sự giằng xé trong tình cảm.
Tác phẩm tiêu biểu: Tôi là một áng mây, Dòng sông ly biệt, Người về, Ảo mộng, Hải Âu phi xứ...

## Nội dung tiểu thuyết
Tiểu thuyết "Tôi là một áng mây" nói về một người cô gái mang tên là Uyển Lộ. Uyển Lộ là một cô gái tính tình vui vẻ, hoạt bát. Cô không bao giờ biết đến chuyện buồn đau trong cuộc đời cho đến khi cô tình cờ gặp được Mạnh Tiều và vướng vào những cuộc tình ở tuổi mới lớn.
Mạnh Tiều là một nhà báo, anh mồ côi cha từ nhỏ và sống với mẹ. Anh rất mực yêu thương mẹ và mẹ anh cũng rất yêu thương anh. Bà yêu thương anh đến nỗi như muốn giữ anh là mãi mãi của bà, không muốn chia sẻ cho một người nào khác. Và đó cũng chính là lý do bà đã dùng nhiều lời lẽ sĩ vã nặng nề nhằm đẩy Uyển Lộ ra xa Mạnh Tiều.
Về phần Uyển Lộ, bị sự phản đối và sỉ nhục của mẹ người yêu, lại biết được thân thế của mình - là con gái của một vũ nữ... Nàng như lâm vào khủng hoảng. Và trong sự tuyệt vọng đó, nàng như với lấy được cái phao để cứu sống mình. Đó là Hữu Cương - thanh mai trúc mã từ nhỏ của cô.
Hữu Cương rất yêu thương cô, anh dành trọn tình cảm cho cô nhưng Uyển Lộ thì dù đã làm vợ Hữu Cương, cô vẫn còn tình cảm với Mạnh Tiều. Và sự giằng xé tình cảm trong nội tâm của Uyển Lộ, Mạnh Tiều và cả Hữu Cương ngày càng khốc liệt và dẫn đến kết thúc thật buồn...